# Sybra patruoides
Sybra patruoides es una especie de escarabajo del género Sybra, familia Cerambycidae. Fue descrita científicamente por Breuning en 1939.
Habita en Indonesia. Esta especie mide 9,5 mm.